# 윈도우 XP의 개발
윈도우 XP의 개발은 1999년 윈도우 넵튠과 윈도우 오디세이 프로젝트의 후속으로 시작되었다. 넵튠은 원래 NT 커널을 기반으로 하지만 윈도우 Me의 후속작이었다. 마이크로소프트는 2000년 초에 넵튠에서 일하는 팀들을 윈도우 2000의 후속작인 윈도우 오디세이와 합병시켰다. 코드명은 휘슬러(Whistler)이며, 윈도우 XP가 되었다.
윈도우 XP의 개발 작업은 2001년 8월에 완료되었으며 운영 체제는 그해 10월 25일에 출시되었다.

## "넵튠"과 "오디세이"
1990년대 후반, 윈도우 XP가 될 초기 개발은 두 가지 개별 제품에 집중되었다: 오디세이(Odyssey)는 미래의 윈도우 2000을 계승할 것으로 알려졌으며, 넵튠(Neptune)은 MS-DOS 기반의 윈도우 98을 계승하여 윈도우 NT 아키텍처를 사용하는 소비자 지향 운영 체제였다. 윈도우 2000의 NT 5.0 커널에 기반을 둔 넵튠은 내부적으로 "액티비티 센터"로 알려진 개념에 기반한 단순화된 작업 기반 인터페이스를 제공하는 데 주로 초점을 맞췄다. 이메일 통신, 음악 재생, 사진 관리 또는 보기, 인터넷 검색, 최근 사용한 콘텐츠 보기 등의 허브 역할을 하는 여러 활동 센터가 계획되었다. 윈도우 2000의 브랜딩이 그대로 유지된 넵튠의 5111 빌드에서는 활동 센터 개념에 대한 초기 작업을 보여주었는데, 업데이트된 사용자 계정 인터페이스와 그래픽 로그인 화면, 사용자 정의 가능한 "시작 장소" 페이지(ei로 사용 가능)에서 공통 기능(최근에 사용된 프로그램 등)에 액세스할 수 있었다.별도의 창 또는 전체 화면 데스크톱 대체). 나중에 마이크로소프트가 트리톤으로 알려진 해왕성의 후계자를 계획하고 있다는 것이 확인되었다.
그러나 이 프로젝트는 너무 야심찬 것으로 드러났다. 마이크로소프트는 윈도우 2000(윈도우 NT 5.0)으로 업데이트되었을 것으로 알려진 임시 운영 체제인 아스테로이드(Asteroid)를 위해 넵튠을 지연시키는 계획을 논의하였다. 1999년 4월 7일 WinHEC 컨퍼런스에서 스티브 발머는 윈도우 98이 MS-DOS 아키텍처를 사용하는 최종 소비자 지향 버전의 윈도우가 될 것이라는 빌 게이츠의 약속을 깨고 윈도우 밀레니엄으로 알려진 윈도우 98의 업데이트 버전을 발표했다. 윈도우 Me에서 활동 센터 개념은 시스템 복원, 도움말 및 지원 센터(인터넷 익스플로러 레이아웃 엔진을 사용하여 렌더링된 인터페이스와 Win32 코드를 결합)에 사용되었으며, 허브 개념은 윈도우 폰에서 확장될 것이며 윈도우 8은 이와 유사할 것이다.기존 윈도우즈 셸 위에서 실행되는 단순화된 사용자 인터페이스를 사용한다.

## "휘슬러"
윈도우 2000의 공식 출시 직전인 2000년 1월, 기술 작가 폴 서롯은 마이크로소프트가 넵튠과 오디세이 모두를 브리티시컬럼비아주 휘슬러의 이름을 딴 새로운 제품 코드 "휘슬러"를 선호하기 위해 보류했다고, 휘슬러-블랙콤 스키 리조트에서 많은 마이크로소프트 직원들이 스키를 탔다. 휘슬러의 목표는 소비자 및 비즈니스 지향 윈도우 라인을 단일 윈도우 NT 플랫폼으로 통합하는 것이었다. Thurrott는 넵튠이 "윈도 Me에서 잘라낸 모든 특징들을 단순히 넵튠 특징들로 다시 태그했을 때 블랙홀이 되었다"고 말했다. 그리고 넵튠과 오디세이는 어차피 같은 코드베이스에 기반을 둘 것이기 때문에, 그것들을 하나의 프로젝트로 결합하는 것이 타당했다."라고 말했다. 2000년 4월 WinHEC에서 마이크로소프트는 새로운 모듈화 아키텍처, 내장 CD 굽기, 빠른 사용자 전환, 그리고 업데이트된 버전의 디지털 미디어 기능에 초점을 맞춘 휘슬러의 초기 빌드를 공식적으로 발표했다. 비즈니스 지향 버전은 동일한 아키텍처 위에 구축되었으며, 윈도우 인터페이스를 "더 따뜻하고 친근하게" 업데이트하려는 계획이 있다고 밝혔다.
2000년 6월, 마이크로소프트는 기술적인 베타 테스트 과정을 시작했다. 휘슬러는 《퍼스널》, 《프로페셔널》, 《서버》, 《어드밴스드 서버》, 《데이터센터》 에디션으로 출시될 예정이다. 2000년 7월 13일, 마이크로소프트는 휘슬러가 2001년 하반기에 출시될 것이라고 발표했다. 이 빌드는 특히 "프로페셔널"(나중에 "수채화"로 개명)이라는 임시 테마와 함께 새로운 비주얼 스타일 시스템의 초기 버전을 도입했으며, 숨겨진 "시작 페이지"(해왕성의 "시작 장소"와 유사한 전체 화면 페이지)와 숨겨진 2열의 시작 메뉴 설계의 초기 버전을 포함했다. 사실, 마이크로소프트는 그들이 루나를 보여줄 준비가 되기 전까지 수채화를 미끼로 사용했다고 언급되었다. 빌드 2257은 2열의 시작 메뉴의 공식 소개와 함께 수채화 테마의 추가적인 개선을 특징으로 한다.

## 베타 버전
마이크로소프트는 2000년 10월 31일 휘슬러 베타 1, 빌드 2296을 출시했다. 2001년 1월, 빌드 2410은 인터넷 익스플로러 6.0(이전에는 5.6으로 상표명)과 마이크로소프트 프로덕트 액티베이션 시스템을 선보였다. 빌 게이츠는 휘슬러에 대해 논의하기 위해 소비자 가전 전시회 기조연설에서 OS가 "최고 수준의 기업 데스크톱의 신뢰성과 완전한 신뢰성을 가정에 가져다 줄 것"이라며 "매우 소비자 지향적인 방향으로 나아가게 할 것"이라고 설명했습니다. 가정용 사용자가 매우 편리하게 사용할 수 있습니다." 베타 1과 더불어 마이크로소프트는 반응을 측정하기 위해 서버 지향 버전보다 소비자 지향 버전의 휘슬러 출시를 우선시할 것이라고 발표했지만, 휘슬러 서버는 2001년 하반기에 일반적으로 출시될 것이다(휘슬러 서버는 결국 2003년으로 연기될 것이다). 빌드 2416과 2419는 파일 및 설정 전송 마법사를 추가하고 운영 체제의 최종 외관 요소(예: 윈도우 설정 설계, 블리스와 같은 새로운 기본 배경화면 추가)를 도입하기 시작했다. 빌드 2419는 한국어 버전으로도 출시되었다.

### 발표
2001년 2월 5일, 휘슬러는 윈도우 XP라는 이름으로 미디어 행사를 하는 동안 공식적으로 공개되었다. 이를 보완하기 위해 마이크로소프트 오피스의 다음 버전도 오피스 XP로 발표되었다. 마이크로소프트는 "윈도우와 오피스가 다양한 기기에 걸친 웹 서비스를 수용함으로써 제공할 수 있는 풍부하고 확장된 사용자 경험을 상징한다"고 말했다. 2001년 2월 13일 시애틀의 EMP 박물관에서 열린 언론 행사에서 마이크로소프트는 윈도우 XP의 새로운 사용자 인터페이스를 공개하였다. 윈도우 XP 베타 2는 2001년 3월 25일 WinHEC에서 출시되었다.

2001년 4월, 마이크로소프트는 XP가 블루투스나 USB 2.0에 대한 지원을 통합하지 않을 것이라고 발표하여 타사 드라이버를 사용해야 한다. 비평가들은 후자의 경우, 마이크로소프트의 결정이 USB 2.0의 채택에 잠재적인 타격을 주었다고 느꼈는데, XP가 경쟁하고 애플이 개발한 파이어와이어 표준을 대신 지원하기로 했기 때문이다. 한 관계자는 "USB 2.0이 새롭게 부상하는 표준으로서 중요성을 인식하고 있으며, 초기 출시 이후 윈도우 XP 사용자들이 USB 2.0을 사용할 수 있도록 하는 최선의 메커니즘을 평가하고 있다"고 말했다. USB 2.0 지원은 나중에 서비스 팩 1과 함께 추가되었고, 블루투스 지원은 부분적으로 서비스 팩 2와 함께 추가되었다. 릴리스 후보 1(2001년 7월 5일 빌드 2505)과 릴리스 후보 2(2001년 7월 27일 빌드 2526) 이전 및 이후의 빌드는 버그 수정, 사용자 피드백 확인 및 RTM 빌드 이전의 기타 최종 수정에 초점을 맞췄다.

## 같이 보기
- 윈도우 2000
- 윈도우 미
- 윈도우 XP